# Hans Joachim Mallach
Hans Joachim Mallach, auch Hans-Joachim Mallach (* 23. September 1924 in Flatow/Grenzmark; † 18. Januar 2001 in Tübingen), war ein deutscher Gerichtsmediziner.

## Leben und Wirken
Hans Joachim Mallach wurde in der Grenzmark Posen-Westpreußen geboren. Er beantragte am 25. April 1942 die Aufnahme in die NSDAP und wurde zum 1. September desselben Jahres aufgenommen (Mitgliedsnummer 9.154.986). Ebenfalls 1942 meldete er sich freiwillig zur Waffen-SS. Als Angehöriger der Leibstandarte SS Adolf Hitler kämpfte er an der Ostfront, wurde verwundet und anschließend als Wachsoldat bei der Neuen Reichskanzlei in Berlin eingesetzt. Im Rang eines Unterscharführers wurde er zur SS-Panzerdivision Hitlerjugend abkommandiert, mit ihr an der Westfront eingesetzt und mit dem Eisernen Kreuz II. Klasse ausgezeichnet. Schließlich geriet er in amerikanische Kriegsgefangenschaft und wurde in Darmstadt interniert.
Ab 1946 studierte Mallach Medizin und Chemie an den Universitäten Göttingen und Bonn. 1952 bestand er das Staatsexamen und promovierte im gleichen Jahr mit der Dissertation Über die Bestimmung der Atemgrössen bei angeborenen Herzfehlern unter besonderer Berücksichtigung der Fehlerbreite der Methodik. Als Assistent war er zunächst am Institut für gerichtliche Medizin der Universität Bonn und ab 1956 am Institut für gerichtliche und soziale Medizin der Freien Universität Berlin tätig. Hier habilitierte sich Mallach 1963. 1965 wechselte er an die Eberhard Karls Universität Tübingen an das am 1. April 1964 gegründete und von Georg Schmitt geleitete Institut für Gerichtliche Medizin. 1968 übernahm Mallach die kommissarische Vertretung des Lehrstuhls. Ein Jahr später wurde er zum zweiten Ordinarius berufen und zum Direktor des Institutes für Gerichtliche Medizin ernannt.
Die wissenschaftlichen Schwerpunkte Hans Joachim Mallachs lagen auf dem Gebiet der forensischen Alkohologie und Toxikologie, der Wechselwirkung zwischen Alkohol und Arzneimitteln, der Thanatologie und des Medizinrechts.
In der Selbstverwaltung der Tübinger Universität war Mallach von 1969 bis 1974 Mitglied des Verwaltungsrates, von 1974 bis 1976 Vorsitzender des Großen Senates und von 1977 bis 1979 Dekan der Medizinischen Fakultät (Theoretische Medizin).
Einer breiten Öffentlichkeit wurde Mallach als Obduzent der Köpfe der Rote Armee Fraktion, Andreas Baader, Gudrun Ensslin und Jan-Carl Raspe, bekannt. Mallach hatte nach den Untersuchungen selbst ohne Genehmigung zusätzliche Totenmasken angefertigt. Diese hielt er lange Zeit versteckt; ihr Verbleib ist bis heute ungeklärt.
Hans Joachim Mallach leitete das Institut für Gerichtliche Medizin bis zu seiner Emeritierung im Jahre 1989.
Im Jahr 2001 starb er im Alter von 76 Jahren. Mallach war zweimal verheiratet: In erster Ehe mit der Zahnärztin Gisela Doeschl (* 11. August 1926; † 28. Januar 1973) und in zweiter Ehe mit der Sekretärin Dürten Iris von Jutrzenka (* 18. Januar 1943). Er hatte zwei Söhne aus der ersten Ehe.

## Ehrungen
Mallach war Ehrenmitglied der Polnischen Gesellschaft für Gerichtliche Medizin und Kriminologie sowie der Böhmisch-Slowakischen Purkinje-Gesellschaft und erhielt zahlreiche in- und ausländische Auszeichnungen, wie 1989 das Bundesverdienstkreuz und 2000 den Konrad-Händel-Preis.

## Schriften (Auswahl)
- Über die Bestimmung der Atemgrössen bei angeborenen Herzfehlern unter besonderer Berücksichtigung der Fehlerbreite der Methodik. Dissertation, Rheinische Friedrich-Wilhelms-Universität Bonn, 1952.
- Über histochemisch nachweisbare Phosphatasen in den konktraktilen Elementen der Skelettmuskelfaser und ihre Veränderungen nach dem Tode. Habilitation, Freie Universität Berlin, 1963.
- 1964–1984. 20 Jahre Gerichtliche Medizin in Tübingen. Eine Selbstdarstellung des Faches. Attempto-Verlag, Tübingen 1984.
- mit Hanspeter Hartmann und Volker Schmidt: Alkoholwirkung beim Menschen: Pathophysiologie, Nachweis, Intoxikation, Wechselwirkungen. Thieme 1987, ISBN 3-13-697101-9.
- Der Stellenwert der Luftembolie in der modernen Medizin: Untersuchungen mit einer neuen Nachweistechnik. Springer 1987, ISBN 3-540-17509-1.
- mit Gerhard Schlenker und Alfons Weiser: Ärztliche Kunstfehler: eine Falldarstellung aus Praxis und Klinik sowie ihre rechtliche Wertung. Gustav Fischer 1993, ISBN 3-437-11472-7.
- Geschichte der gerichtlichen Medizin im deutschsprachigen Raum. Schmidt-Römhild 1996, ISBN 3-7950-0721-6.
- Gerichtliche Medizin in Tübingen. Attempto 1998, ISBN 3-89308-291-3.